# Pseudopagyda homoculorum
Pseudopagyda homoculorum là một loài bướm đêm trong họ Crambidae.